# Petrus Helgonius
Petrus Helgonius född 1649 var 1683–1686 ritare vid Antikvitetskollegium.

## Biografi
Petrus Andreæ Helgonius föddes 1649 som son till kyrkoherden i Skövde Andreas Helgoni(u)s och Anna Kempe. Han skrevs in vid Uppsala universitet i september 1678. Som student blev han ritare vid Antikvitetskollegium 1683 särskilt av runstenar. Till julen 1684 fick han ersättning av Storkyrkan för att han under flera år medverkat vid musiken. På rekommendation av Magnus Gabriel De la Gardie fick han kungligt stipendium 1686 för utrikes studier. Han återvände ej till Sverige.